# Rivula ommatopis
Rivula concinna là một loài bướm đêm trong họ Erebidae.